# 324
Het jaar 324 is het 24e jaar in de 4e eeuw volgens de christelijke jaartelling.

## Gebeurtenissen

### Italië
- 18 november - In Rome worden de basiliek van Sint-Paulus buiten de Muren, de Sint-Pieter en de Sint-Jan van Lateranen ingewijd.

### Syrië
- Concilie van Antiochië: Ter ere van het openen van de "Gouden Kerk" in Antiochië, wordt een concilie van de Katholieke Kerk gehouden.

### Balkan
- 3 juli - Slag bij Adrianopel: keizer Constantijn de Grote verslaat zijn rivaal Licinius bij Byzantium. Hij wordt gedwongen zich terug te trekken en verzamelt bij Lampsacus een legermacht onder bevel van zijn medekeizer Martinianus. De Visigoten voeren in opdracht van Constantijn een plunderveldtocht in Thracië.
- Constantijn I laat de Donaugrens versterken tegen invallen van de Goten en de Sarmaten. In Dacia worden fortificaties (limes) aangelegd door de Karpaten.

### Klein-Azië
- Juli - Zeeslag bij de Hellespont: Crispus, oudste zoon van Constantijn I, krijgt het bevel over de Romeinse vloot (200 schepen) en vernietigt Licinius' vloot in de Dardanellen. Constantijn steekt met een expeditieleger (130.000 man) de Bosporus over.
- 18 september - Slag bij Chrysopolis: Constantijn I behaalt bij Chrysopolis (Turkije) een beslissende overwinning op Licinius. Aan de tetrarchie (viermansbewind) komt een einde en Constantijn wordt alleenheerser over het Romeinse Rijk.
- Constantijn I benoemt christenen op hoge posten in zijn regering; hij roept een synode van bisschoppen bijeen om hem te adviseren over kerkelijke aangelegenheden.
- 13 november - Constantijn I benoemt zijn 7-jarige zoon Constantius II tot caesar en mogelijke troonopvolger.
- 19 december - Licinius moet aftreden als keizer van het Oost-Romeinse Rijk. Op verzoek van diens echtgenote Constantia (een halfzus van Constantijn) spaart Constantijn I zijn leven. Hij wordt verbannen naar Thessalonica en gedegradeerd tot ambteloos burger.

## Geboren
- Macrina de Jonge, christelijke non en heilige (overleden 379)

## Overleden
- Rausimond, stamhoofd (hertog) van de Visigoten